# Ганнаск
Ганнаск (д/н — 47) — вождь германського племені хавків.

## Життєпис
Походив зі знатного роду каннінефатів, спорідненого племені хавків. У 30-х роках перебував на римській службі, яку згодом залишив. Очолив частину хавків, що розташовувалися неподалік від гирла Рейну. Став також союзником фризів. Можливо, брав участь у міжусобній війні серед херусків. Разом з тим створив піратський флот, що став плюндрувати узбережжя римських провінцій Белгіка і Нижня Германія уздовж Рейну, Маасу та Північного моря.
У 47 році новий римський проконсул Гней Доміцій Корбулон вирішив покласти цьому край. Водночас королем херусків став Італік, союзник Риму. Тому Ганнаск міг розраховувати на хавків і фризів, а також частину антиримськи настроєних херусків. Втім у вирішальній битві у гирлі Рейну вождь германців зазнав поразки від Корбулона, який став переслідувати Ганнаска до земель фризів. Згодом, за різними відомостями, римляни вбили Ганнаска під час перемовин або самі хавки через острах римського вторгнення на їхні землі.